# Rob Crocker
Rob Crocker (* 1. November 1945 in Brooklyn; † 7. März 2024 in New York City) war ein US-amerikanischer Rundfunkmoderator, Jazz-Produzent und Autor. Crocker galt als der am längsten tätige Diskjockey in der Geschichte des Jazzradios New Yorks.

## Leben und Wirken
Crocker war in der High School Musiker, doch sein Leben verlagerte sich in Richtung Hörfunk, als Verletzungen, die er sich im Vietnamkrieg zugezogen hatte, seine Zukunft als Künstler zunichtemachten. Er begann seine Hörfunkkarriere als Programmgestalter und Moderator in Europa. Nach seiner Rückkehr in die USA produzierte, berichtete und moderierte er Jazzprogramme für das Pacifica Network. Als Moderator stellte er neue Produktionen aus Jazz, Fusion, Latin, R&B und Tanzmusik bei einigen der beliebtesten UKW-Radiosender der Stadt wie WRVR, WWRL, WBLS und KISS FM und WQCD vor. Er war auch maßgeblich daran beteiligt, Musiker der brasilianischen Musik der 1970er Jahre nach New York zurückzubringen. Anfang der 1980er Jahre kam Crocker, zunächst als Moderator, zum Sender WBGO.
Anfang der 1990er-Jahre zog Crocker nach Tokio, wo er als Discjockey arbeitete – bei BAY-FM und FM Yokohama, wo er Sendungen wie „Night Ship“, „Evening Jazz“ und „Night Moves“ moderierte. Darüber hinaus war Crocker die Stimme im Satellitenfernsehen von „Live at the Blue Note“, Moderator und Autor von „All That Jazz“ auf Space Shower TV und Teil der Startformation der DJs für INTER-FM, Tokios erstem UKW-Hörfunksender. Dort präsentierte er Jazz in der Abendsendung „Mid Nite Groove“. Zu Beginn der 2000-Jahre kehrte Crocker nach New York City zurück. Von dort aus war er weiterhin Sprecher an den Sonntagabenden für INTER FM (New York Groove), bis er im Frühjahr 2002 als Moderator von „Lights Out“ bei WBGO nach New York zurückkehrte. Von 2005 bis 2009 programmierte und produzierte er außerdem das New Yorker Jazz-Segment von Nissan Murano Crossover Style auf INTER FM (eine Kooperation zwischen WBGO und INTER FM, die er mit der Stimme von WBGOs damaliger Mittagsmoderatorin Rhonda Hamilton arrangierte).
Neben seiner langen Karriere im Hörfunk produzierte Crocker auch Jazzalben, darunter Alto Memories (mit Sonny Fortune, Gary Bartz, Kenny Barron, Buster Williams und Jack DeJohnette), UK Underground vom japanischen Altsaxophonisten Malta, die erste und zweite CD des japanischen Jazzsängers und Trompeter Toku (den Crocker in Tokio entdeckte), Philly Sounds (mit Randy Brecker, Jay Hoggard, Joe Ford, Uri Caine, Buster Williams, Nabaté Isles und Grady Tate) und Dread Rooster, ein Reggae-Album von Babi Floyd mit Keith Richards an der Gitarre. Zu den Live-Shows, die er im Laufe der Jahre produzierte, gehörte die Bobby-Hutcherson-Hommage im New Yorker Jazzclub Birdland 2012 (mit Jay Hoggard, Steve Nelson, Mark Sherman und Warren Wolf am Vibraphon, sowie mit George Cables, Buster Williams und Victor Lewis). Des Weiteren schrieb Crocker im Laufe der Jahrzehnte Liner Notes für eine Reihe von Tonträgern und entwarf musikalische Konzepte für Kulturorganisationen wie die Burgess Collection of Fine Art, das National Museum of Sports und das Brooklyn Museum.
Im Februar 2020 erhielt Crocker den Roy Wilkins Black History Month Award von der Mid-Manhattan Branch der NAACP.
Nach Angaben seiner Familie starb Crocker im März 2024 an den Folgen einer Herzkranzgefäßerkrankung und Komplikationen durch Asthma.